# Трибуна люду
Вестник „Трибуна люду“ (на полски: Trybuna Ludu – „Народна трибуна“) е печатен орган на бившата Полска обединена работническа партия (ПОРП).
Издаван е от 16 декември 1948 до 28 януари 1990 г. Бил е сред най-големите вестници в Полската народна република. Тиражът му достига 1,9 милиона броя през 1989 г.
Създаден е в резултат от сливането на вестниците „Роботник“ (Robotnik) на Полската социалистическа партия и „Глос Lюду“ (Głos Ludu) на Полската работническа партия при обединяването на тези партии в ПОРП.
В периода на демократични преобразования в Полша се нарича „Трибуна конгресова“ (Trybuna Kongresowa). Закрит е след саморазпускането на ПОРП. За неформален правоприемник се счита вестникът на полските леви сили „Трибуна“ (Trybuna).